# 이스라엘의 가자 지구 봉쇄 (2023년~현재)
2023년 10월 9일, 이스라엘은 가자 지구에 대한 "완전한 봉쇄"를 실시하여 식량, 물, 의약품, 연료 및 전기의 유입을 차단했다. 봉쇄는 2023년 이스라엘-하마스 전쟁의 시작과 하마스 무장세력의 이스라엘 공격에 대한 대응으로 이루어졌다. 이스라엘은 하마스에 의해 납치된 인질들이 안전하게 집으로 돌아갈 때까지 가자지구 봉쇄가 해제되지 않을 것이라고 밝혔다. 2023년 10월 18일, 조 바이든 미국 대통령은 이스라엘과 이집트가 가자지구에 인도주의적 지원을 허용하기로 합의했다고 발표했다.

## 배경
가자 지구는 2005년부터 이스라엘과 이집트에 의해 부분적으로 봉쇄되어 왔다. 가자지구에서는 이스라엘과 이집트 국경을 따라 국경을 넘는 여러 곳이 있었다. 2023년 10월 9일 전면 봉쇄가 발표된 것은 이러한 봉쇄가 시행된 최초의 사례이다.
2023년 10월 7일, 팔레스타인 정치 및 군사 조직인 하마스와 기타 팔레스타인 단체의 무장세력이 가자-이스라엘 장벽을 넘어 이스라엘 남부를 향해 수년 만에 최대 규모의 공격을 감행했을 뿐만 아니라 이스라엘을 향해 로켓을 발사했다. 이후 이스라엘은 무장세력에게 전쟁을 선포하고, 이스라엘의 군사작전을 수행하기 위해 30만 명의 예비군을 소집했다.